# Loscorrales
Loscorrales (aragónul Os Corrals) település Spanyolországban, Huesca tartományban. Loscorrales Ayerbe, Loarre, La Sotonera, Lupiñén-Ortilla, Alcalá de Gurrea, Piedratajada és Puendeluna községekkel határos. Lakosainak száma 104 fő (2024).

## Népesség
A település népessége az utóbbi években az alábbiak szerint változott:
| Lakosok száma | 117  | 113  | 114  | 114  | 108  | 107  | 102  | 99   | 93   | 104  |
|               | 2001 | 2004 | 2006 | 2009 | 2011 | 2014 | 2016 | 2019 | 2021 | 2024 |